# Sächsische Landesärztekammer
Die Sächsische Landesärztekammer (SLÄK) ist im Freistaat Sachsen die öffentliche Berufsvertretung für Ärzte. Auf der Grundlage des Sächsischen Heilberufekammergesetzes ist sie legitimiert, ihre berufsständischen, berufspolitischen und berufsrechtlichen Angelegenheiten selbst zu regeln. Ihr Sitz befindet sich im gleichnamigen Gebäude im Dresdner Stadtteil Albertstadt.

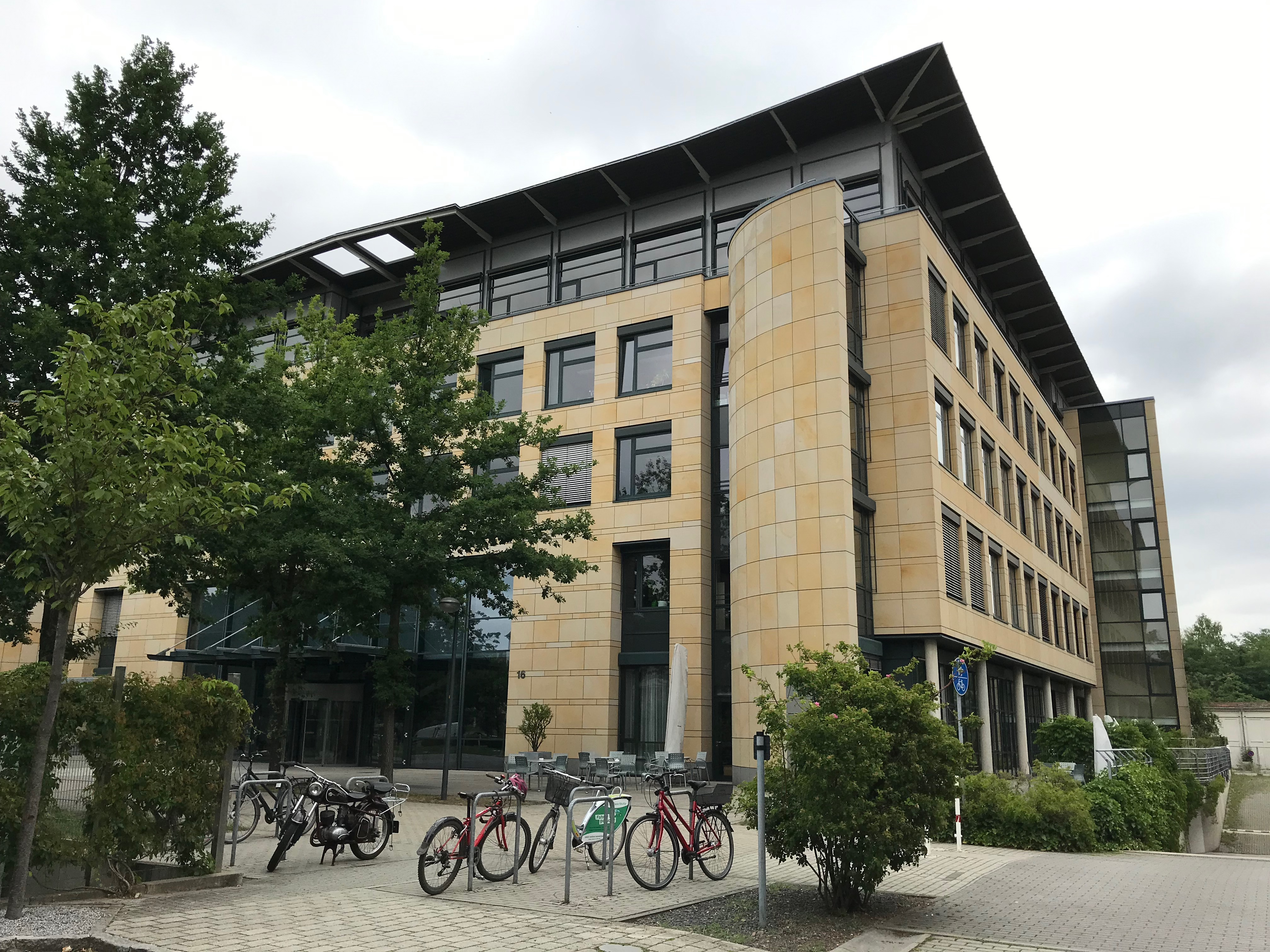
Haus der Sächsischen Landesärztekammer 2019

## Geschichte
Im Januar / Februar 1990 reiste eine sächsische Delegation unter Leitung des damaligen Bezirksarztes Jürgen Kleditzsch nach Stuttgart, um sich einen Überblick über die Organisation des Gesundheitswesens Baden-Württembergs zu verschaffen. In Partnerschaft mit dem damaligen Präsidenten der Landesärztekammer Baden-Württemberg, Franz-Josef Große-Ruyken (Freiburg), wurden erste Gründungsgespräche geführt mit dem Ziel, in kürzester Zeit auch im Freistaat Sachsen eine Ärztekammer aufzubauen.
Am 24. Februar 1990 beschlossen in Dresden Vertreter der Ärzteverbände aus dem Bereich des ehemaligen Landes Sachsen die Gründung der Sächsischen Landesärztekammer. Nach intensiven Verhandlungen mit dem Gesundheitsminister der letzten DDR-Regierung in Berlin wurde auf dessen Empfehlung der 12. Mai 1990 als Gründungstermin einer vorläufigen Sächsischen Landesärztekammer (e. V.) mit Sitz in Dresden bestimmt.
Im Dezember 1990 stellte der Vorsitzende und bis 1998 erste Präsident der vorläufigen Sächsischen Landesärztekammer, Heinz Diettrich, den Antrag bei der Bundesärztekammer zur Aufnahme in die Arbeitsgemeinschaft der Landesärztekammern Deutschlands. Schließlich hat der 94. Deutsche Ärztetag 1991 in Hamburg durch Satzungsänderung der Bundesärztekammer den letzten förmlichen Schritt zur Integration der fünf neuen Kammern getan.
Am 25. Oktober 1996 bezog die Sächsische Landesärztekammer nach nur 17-monatiger Bauzeit ihren heutigen Sitz auf der Schützenhöhe in Dresden. Damit endeten die Jahre der Provisorien. Das Gebäude ist Verwaltungssitz, Begegnungsstätte und Veranstaltungsort für Ärzte, kooperierende Körperschaften und Verbände.
Von 1999 bis 2015 stand der Internist Jan Schulze, Begründer des unabhängigen Verbandes der Ärzte und Zahnärzte Sachsens und der Mitbegründer der Sächsischen Landesärztekammer, als Präsident an deren Spitze.
Seit Juni 2015 bekleidet der Allgemeinmediziner Erik Bodendieck, der ebenfalls als Diabetologe sowie Sucht- und Palliativmediziner tätig ist, das Amt des Präsidenten der Sächsischen Landesärztekammer.

## Organisation
Alle aufgrund einer Berufserlaubnis oder Approbation zur Berufsausübung berechtigten Ärzte, die überwiegend im Freistaat Sachsen tätig sind oder, falls sie ihren Beruf nicht ausüben, ihre Hauptwohnung dort haben, gehören als Pflichtmitglieder der Sächsischen Landesärztekammer an. Die Sächsische Landesärztekammer ist eine Körperschaft des öffentlichen Rechts. Nach dem Subsidiaritätsprinzip nimmt sie legitime öffentliche Aufgaben wahr, an deren Erfüllung ein gesteigertes Interesse der Gesellschaft besteht, die aber weder allein im Wege privater Initiative wirksam wahrgenommen werden können noch zu den im engeren Sinne staatlichen Aufgaben zählen, die der Staat selbst durch seine Behörden wahrnehmen muss.
Organe der Sächsischen Landesärztekammer sind die Kammerversammlung und der Vorstand. Die Tätigkeit der Mitglieder in den Organen und Gremien der Sächsischen Landesärztekammer erfolgt ehrenamtlich. Die Kammerversammlung der Sächsischen Landesärztekammer besteht aus 101 gewählten Mitgliedern. Der Kammerversammlung gehört außerdem je ein der Kammer angehörendes Mitglied des Lehrkörpers der medizinischen Fakultäten der Universitäten Leipzig und Dresden an.
Die Kammerversammlung beschließt über die grundsätzlichen Angelegenheiten der Sächsischen Landesärztekammer. Vor allem beschließt sie die Hauptsatzung und weitere Satzungen. Die Kammerversammlung tritt in der Regel zweimal jährlich in Dresden zusammen. Sie wählt nach Maßgabe der Hauptsatzung Delegierte zum Deutschen Ärztetag, der Hauptversammlung der Bundesärztekammer. Die Wahlberechtigten wählen die Mitglieder der Kammerversammlung durch Briefwahl auf die Dauer von vier Jahren. Die Amtsperiode endet mit dem Zusammentritt der neuen Kammerversammlung. Die Kammerversammlung wählt aus ihrer Mitte den Präsidenten, den Vizepräsidenten und den Schriftführer. Die Wahl der übrigen Vorstandsmitglieder erfolgt in einem Wahlgang. Der ehrenamtliche Vorstand der Sächsischen Landesärztekammer besteht aus elf Mitgliedern einschließlich des Präsidenten und eines Vizepräsidenten. Zur Vorbereitung ihrer Sitzungen und zur Beratung des Vorstandes hat die Kammerversammlung Ausschüsse gebildet. Daneben bestellt der Vorstand der Sächsischen Landesärztekammer verschiedene (temporäre) Arbeitsgruppen für spezielle Sachfragen oder Aufgaben.
Der Vorstand kommt in der Regel einmal im Monat zu einer Vorstandssitzung zusammen und berät alle vorliegenden berufspolitischen, berufsrechtlichen, verwaltungsmäßigen und finanziellen Belange.

### Kreisärztekammern
Die Kreisärztekammern wurden in allen politischen Kreisen und kreisfreien Städten Sachsens als nichtselbstständige Untergliederungen der Sächsischen Landesärztekammer gebildet. Sie unterstehen der Aufsicht der Landesärztekammer. Den Kreisärztekammern sind innerhalb ihres örtlichen Bereiches Aufgaben im Rahmen des Sächsischen Heilberufekammergesetzes zugewiesen. Dazu gehören die Wahrnehmung der beruflichen Belange aller Mitglieder, die Überwachung der Erfüllung der berufsrechtlichen und berufsethischen Pflichten, die Unterstützung der Fort- und Weiterbildung sowie die Vermittlung bei Streitigkeiten unter den Mitgliedern sowie gegenüber Dritten. Zur Finanzierung ihrer Aufgaben erhalten die Kreisärztekammern Zahlungen von der Sächsischen Landesärztekammer. Diese Zahlungen werden aus dem Beitragsaufkommen finanziert.

## Aufgaben
Aufgaben der Sächsischen Landesärztekammer sind:
- im Sinne des jeweiligen Berufsauftrages, unter Beachtung des Wohls der Allgemeinheit, die beruflichen Belange aller Mitglieder wahrzunehmen und zu vertreten sowie für ein hohes Ansehen des Berufsstandes zu sorgen;
- die Erfüllung der berufsrechtlichen und berufsethischen Pflichten ihrer Mitglieder zu kontrollieren;
- die Qualität der Berufsausübung zu sichern und auf ein gedeihliches Verhältnis der Mitglieder zueinander zu achten;
- bei berufsbezogenen Streitigkeiten unter den Mitgliedern und bei den die Berufsausübung betreffenden Streitigkeiten zwischen Mitgliedern und Dritten auf Antrag zu vermitteln.
- Die Sächsische Landesärztekammer ist zudem für alle weiterbildungsrechtlichen Angelegenheiten von Kammermitgliedern zuständig. So erteilt sie z. B. auf Antrag Weiterbildungsbefugnisse. Alle Prüfungen für die Anerkennung von Facharzt-, Schwerpunkt- und Zusatzbezeichnungen werden durch die Sächsische Landesärztekammer abgenommen.
- Die Sächsische Akademie für ärztliche Fort- und Weiterbildung führt ärztliche Fort- und Weiterbildungsveranstaltungen durch, zertifiziert Fortbildungsveranstaltungen und erteilt für ihre Kammermitglieder Fortbildungszertifikate.
- Im Rahmen der Berufsbildung obliegt der Sächsischen Landesärztekammer die Ausbildung der Medizinischen Fachangestellten und die Abnahme der Prüfungen.
- Mit dem monatlich erscheinenden „Ärzteblatt Sachsen“ und den darin enthaltenen gesundheits- und berufspolitischen Beiträgen informiert sie ihre Mitglieder auch über aktuelle Entwicklungen, amtliche Verlautbarungen und Mitteilungen der Geschäftsstelle.
- Die Sächsische Landesärztekammer betreut das Netzwerk „Ärzte für Sachsen“ mit derzeit rund 135 Partnern, das zum Ziel hat, junge Ärzte für eine berufliche Tätigkeit in Sachsen zu gewinnen. Sie unterhält für ihre Arbeit eine Koordinierungsstelle.

Im April 1991 fassten die Delegierten des 1. Sächsischen Ärztetages den förmlichen Beschluss zur Gründung eines Versorgungswerkes. Damit nutzte die sächsische Ärzte- und Tierärzteschaft die nur den verkammerten freien Berufen offenstehende rechtliche Möglichkeit einer umfassenden, weitestgehend von staatlichen Eingriffen unabhängigen Selbstbestimmung auch auf dem Gebiet der sozialen Absicherung. Den Bestimmungen im Heilberufekammergesetz und der Satzung folgend hat das Versorgungswerk die Aufgabe, ihren Mitgliedern eine Versorgung bei Erreichen der Altersgrenze und bei Eintreten von Berufsunfähigkeit zu gewähren sowie bei Tod des Mitgliedes für die Sicherung der Hinterbliebenen zu sorgen.